# Ecliptopera mixtilineata
Ecliptopera mixtilineata là một loài bướm đêm trong họ Geometridae.